# Момичето с червения шал
Момичето с червения шал (на турски: Al Yazmalım) e турски драматичен сериал, излязъл на телевизионния екран през 2011 г.

## Актьорски състав
- Сечкин Йоздемир – Иляс Авджъ
- Йозге Йозпиринчджи – Асие Хас-Авджъ
- Баръш Фалай – Джемшит Атеш
- Орхан Алкая – Салих Авджъ
- Зейнеп Еронат – Фатма Авджъ
- Маджит Копер – Бахатин Хас
- Гьозде Кансу – Хелин Сезаиоглу
- Ахмет Сарачоолу – Осман Байъклъ
- Несрин Джавадзаде – Айча
- Сайгън Сойсал – Тахир Огуз
- Нурсел Кьосе – Марямхан
- Аслъ Ичьозю – Сехер Хас
- Айтен Унджуоглу – Гюнер
- Бахадър Ватаноглу – Зафер Хас
- Пънар Юнсал – Ипек Хас Байъклъ
- Мине Кълъч – Сибел
- Бурак Йонал – Йомер
- Гьозде Дуру Билге – Салиха
- Мерт Карабулут – Али
- Меметджан Дипер – Джем
- Едже Диздар – Нермин
- Тууче Кумрал – Филиз Чънар
- Дефне Каялар – Суна
- Бурак Джан – Джанкат Хас
- Анъл Челик – Метин
- Мюнир Джанар – Хикмет
- Хазел Чамлъдере – Мелек
- Юмит Олджай – Ахмет
- Берк Пами – Мехмет Авджъ „Мемо“

## В България
В България сериалът започва на 22 април 2014 г. по TV7 и завършва на 26 август. Ролите се озвучават от Мина Костова, Таня Димитрова, Милена Живкова, Мартин Герасков, Росен Плосков и Илиян Пенев.
На 27 април 2020 г. започва повторно излъчване по TDC и завършва на 26 август. Дублажът е на студио „Медиа Линк“. Ролите се озвучават от Елисавета Господинова, Милена Живкова, Илиян Пенев, Христо Узунов и Димитър Иванчев.